# 福田仁志
福田 仁志（ふくだ ひとし、1947年12月12日 - ）は、NKT日本海テレビの元アナウンサー。石見銀山テレビ放送相談役。
島根県大田市出身。中央大学卒業後、1971年にNKT入社。アナウンサーを経て報道制作局へ。幹部職となってからもドキュメンタリー番組のナレーションなどを務めた。2012年3月に報道制作局次長を最後に退職し、同年4月から石見銀山テレビ放送相談役兼放送部長。

## NKTでの担当番組
- Go!5!知っテレビ
- あなたとNKT